# 다산기공
다산기공은 대한민국의 정밀기기를 가공하는 중소기업이자 방위산업체다. 주로 총기 부품과 헬리콥터 및 자동차 부품등을 생산했지만 현재 완제품 총기도 제작하기 시작했다.

## 역사
- 1992년: 회사 설립

## 제품
- K16 기관단총